# Panorama van Racławice

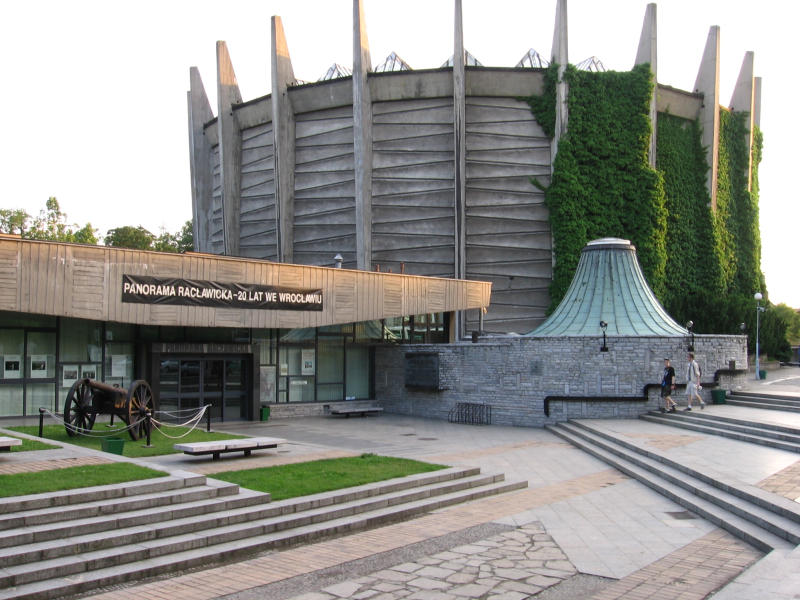
Rotunda voor het Panorama van Racławice, Wrocław, Polen.

Het Panorama van Racławice (Pools: Panorama Racławicka) is een schilderij, dat zich in de Poolse stad Wrocław bevindt. Het geheel ronde schilderij meet 15 x 120 meter, en stelt de slag bij Racławice voor. In deze slag, die op 4 april 1794 werd gestreden, stonden Poolse opstandelingen (soldaten en boeren) onder leiding van Tadeusz Kościuszko tegenover een Russisch leger onder leiding van generaal Aleksandr Tormasov.

## De makers van het Panorama
De bedenker van het schilderij was Jan Styka (Lviv, 8 april 1858 – Rome, 11 april 1925), die in zijn leven nog meer van dit type omvangrijke schilderijen zou produceren. Bij het maken van het Panorama van Racławice liet Styka zich assisteren door Wojciech Kossak, Teodor Axentowicz en verschillende andere Poolse schilders.

## De eerste opstelling in Lviv
Hoewel de Slag bij Racławice uiteindelijk niet resulteerde in een vrij en onafhankelijk Polen, waren de Polen zelf bijzonder geïmponeerd door de felheid en de dapperheid waarmee de Poolse strijders van weleer de Russen tegemoet waren getreden. Daarom ook viel het idee van Styka om ter gelegenheid van de Nationale Tentoonstelling van 1894, die in het toen nog Poolse Lviv werd gehouden, een schilderij van dit heldenstuk te maken, in goede aarde. De tentoonstellingsorganisatie gaf opdracht tot het ontwerpen van een rotunda, die in het Strysski-park te Lviv werd gebouwd met speciaal in Wenen besteld staal. Het canvas voor de schildering zelf kwam uit Brussel. 
Nadat de rotunda in juli 1893 gereed gekomen was begonnen Styka en zijn assistenten te schilderen. In negen maanden tijd werd deze klus geklaard, en zo kon op 5 juni 1894 het panorama worden onthuld.  Meteen was het een groot succes: uit heel Polen en de rest van Europa kwamen er mensen naar Lviv om dit bijzondere schilderij te kunnen zien.

## Verhuizing naar Wrocław
Polen schoof na afloop van de Tweede Wereldoorlog een eind naar het westen op, en de voorheen Duitse stad Breslau werd in 1945 Pools Wrocław. Het voorheen Poolse Lwów viel vanaf 1945 onder Oekraïne, onder de naam Lviv. De grotendeels Poolse bevolking van Lviv verhuisde ook naar (nieuw) Pools grondgebied, en velen kwamen terecht in het meest westelijke deel van Polen, in de omgeving van Wrocław. Ook werd  de collectie van het Ossolineum (een academische bibliotheek en uitgeverij te Lviv) voor een deel naar Wrocław overgebracht, samen met het Panorama van Racławice. 
Omdat het Panorama een overwinning van Polen op Russen voorstelde, was het in de communistische periode niet echt populair: restauratie van het schilderij, laat staan tentoonstellen van het werk, liet dan ook jaren op zich wachten.  Pas op 14 juni 1985 werd het inmiddels gerestaureerde Panorama weer voor het publiek zichtbaar gemaakt, in een betonnen rotunda vlak bij het Nationaal Museum van Wrocław. Het vormt sindsdien een van de belangrijkste toeristische attracties van Wrocław.

## De voorstelling zelf
Op ingenieuze wijze hebben de schilders en de bouwers van de voorgrond van het panorama de illusie weten te wekken dat de toeschouwer als het ware aanwezig is in het midden van het slagveld. De toeschouwer staat zelf op een heuvel, en kijkt naar diverse onderdelen van de slag zelf. Soldaten en boeren treden aan, kruipen door nauwe kloven om een verrassingsaanval uit te voeren, Russische artillerie wordt in stelling gebracht en door Poolse tegenstanders buitgemaakt. Boerinnen bidden onder leiding van een priester bij een groot kruis, een Poolse boer sterft voor zijn armzalige woning. Dit en nog veel meer maakt alles bijeen een grote indruk op de beschouwer.

## Vergelijking
Het Nederlandse Panorama Mesdag is ongeveer even groot: 120 meter lang en 14 meter hoog tegenover 114 bij 15 meter voor het Poolse panorama.